# Ectropis dicranucha
Ectropis dicranucha là một loài bướm đêm trong họ Geometridae.